# Sumanya Purisai
Sumanya Purisai (en tailandés: สุมัญญา ปุริสาย, Roi Et, Tailandia; 5 de diciembre de 1986) es un futbolista de Tailandia que juega en la posición de mediapunta. Desde el 2023 juega con el Uthai Thani FC de la Liga de Tailandia.

## Carrera

### Club
| Periodo   | Club                     | Apariciones | Goles |
| --------- | ------------------------ | ----------- | ----- |
| 2009–2010 | Osotsapa FC              | 48          | 3     |
| 2011      | Buriram FC               | 24          | 11    |
| 2011–2012 | Buriram United           | 24          | 3     |
| 2012–2014 | Chainat Hornbill         | 74          | 15    |
| 2015–2018 | Bangkok United           | 86          | 15    |
| 2015      | → Suphanburi FC (cedido) | 7           | 0     |
| 2019      | Port FC                  | 22          | 3     |
| 2020–2022 | BG Pathum United         | 43          | 5     |
| 2022–2023 | Chonburi FC              | 23          | 1     |
| 2023–     | Uthai Thani FC           | 2           | 0     |

### Selección nacional
Jugó para Tailandia U-23 en los Juegos del Sudeste Asiático de 2009, y también jugó en la King's Cup de 2012.
Participó en la Copa Suzuki AFF 2012. En 2018 jugó en la Copa Suzuki AFF 2018 y un año después jugó en la Copa Asiática 2019.
Su primer gol con la selección nacional fue el 2 de enero de 2023 en la victoria por 3-1 ante Camboya por la Copa Mitsubishi Electric AFF 2022. Jugó en 29 ocasiones con la selección hasta su retiro internacional en 2023.

## Logros
- Thai Division 1 League (2): 2010, 2020-21
- Thai FA Cup (1): 2019
- Thailand Champions Cup (1): 2021

### Selección nacional
- AFF Championship (1): 2022